# Nysius helveticus
Nysius helveticus är en insektsart som först beskrevs av Herrich-schaeffer 1850.  Nysius helveticus ingår i släktet Nysius, och familjen fröskinnbaggar. Arten är reproducerande i Sverige.

## Bildgalleri

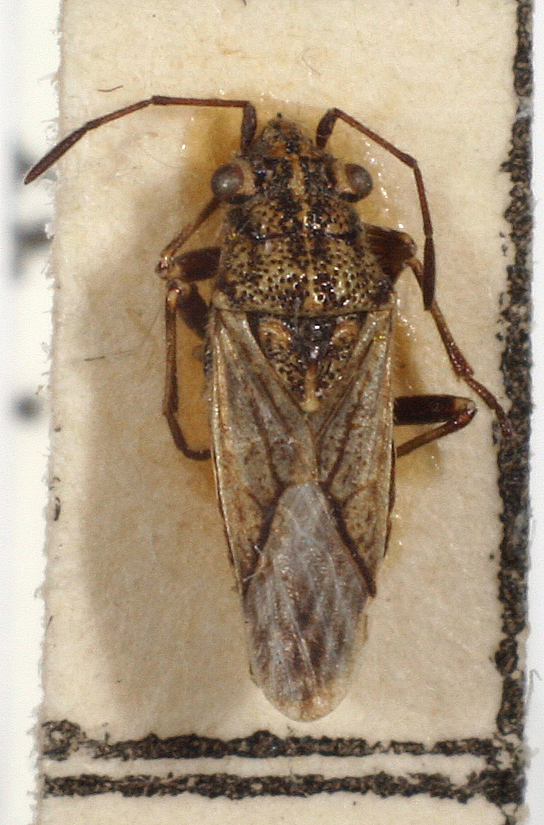